# كم تشونغ سو
كم تشونغ سو (الكورية: 김중수) (و. 1947  م) هو اقتصادي، ومصرفي، وسياسي كوري جنوبي، ولد في سول.

## التعليم
تعلم في جامعة بنسيلفانيا
.